# Les Petits Hommes verts
Les Petits Hommes verts (Little Green Men) est le 1er épisode de la saison 2 de la série télévisée X-Files. Dans cet épisode, qui fait partie de l'arc mythologique de la série, Mulder, séparé de Scully depuis la fermeture du bureau des affaires non-classées, se rend au radiotélescope d'Arecibo pour y trouver une preuve de l'existence des extraterrestres.

## Résumé
Depuis la fermeture du bureau des affaires non-classées, Mulder est assigné à un ennuyeux travail d'écoutes tandis que Scully est retournée enseigner à l'Académie. Mulder doute de sa croyance en une vie extraterrestre depuis la mort de Gorge profonde. Le sénateur Richard Matheson l'envoie au radiotélescope d'Arecibo, sur l'île de Porto Rico, car des signaux venant de l'espace y ont été captés.

## Distribution
- David Duchovny : Fox Mulder
- Gillian Anderson : Dana Scully
- Mitch Pileggi : Walter Skinner
- Mike Gomez: Jorge Concepción
- Raymond J. Barry : le Sénateur Richard Matheson
- William B. Davis : l'homme à la cigarette
- Vanessa Morley : Samantha Mulder
- Leslie Carlson : Dr. Troisky

## Production
Lorsque Mulder rend visite au sénateur Matheson, celui-ci écoute les Concertos brandebourgeois de Jean-Sébastien Bach sur sa platine disque.

## Accueil

### Audiences
Lors de sa première diffusion aux États-Unis, l'épisode réalise un score de 10,3 sur l'échelle de Nielsen, avec 19 % de parts de marché, et est regardé par 16,10 millions de téléspectateurs.

### Critique
L'épisode recueille des critiques globalement favorables. Dans leur livre sur la série, Robert Shearman et Lars Pearson lui donnent la note de 5/5. Zack Handlen, du site The A.V. Club, évoque un épisode « essentiel ». Sarah Stegall, du site Munchkyn Zone, lui donne la note de 5/5. Le site Le Monde des Avengers lui donne la note de 3/4. Le magazine Entertainment Weekly lui donne la note de B.
John Keegan, du site Critical Myth, lui donne la note de 5/10.